# Unguriu
Unguriu is een Roemeense gemeente in het district Buzău.
Unguriu telt 2436 inwoners.